# Nikolai Nikolaeff
Nikolai Nikolaeff é um ator Australiano, mais conhecido por ter interpretado Dominic Hargan, o Ranger Branco de Power Rangers: Furia da Selva e Jack Bailey na série Wicked Science.

## Biografia
Aos 16 anos de idade começou a sua carreira como ator profissional. Nikolai teve uma graduação de Artes na Universidade de Monash em Caulfield; Lhe chamam de "Niko". Nikolai é membro da equipe de Phoenix. 

## Carreira
Seu primeiro papel foi em High Flyers em 1999. Um ano depois apareceu nas séries Round the Twist, Eugenie Sandler P.I. e Pigs Breakfast onde interpretou o Nick. 
De 1998 a 2001 interpretou  Mike Hansen na série Crash Zone. 
Em 2003 apareceu no filme de terror Subterano e na série familiar The Saddle Club onde interpretou Drew Regnery. 
Em 2004 apareceu como convidado na na série Blue Heelers onde ele deu vida ao Aiden Wiltshire, esse mesmo ano apareceu na série de drama e crime Stingers.
De 2005 a 2006 interpretou Jack Bailey na série de drama e fantasia Wicked Science; também apareceu em um episódio da série Scooter: Secret Agent e nos filmes Penicillin: The Magic Bullet. Forged e obteve um pequeno papel no filme de ação Stealth. 
Em 2008 interpretou o Ranger Branco Dominic Hargan na série Power Rangers: Jungle Fury, junto de Jason Smith e Anna Hutchison. Também apareceu nas séries Canal Road, Mark Loves Sharon e no filme de comedia e drama Valentine's Day.
Em 2009 participou no elenco da série Sea Patrol onde interpretou o Técnico de Eletrônica Leo Kosov-Meyer.
Em 2010 apareceu na minissérie The Pacific e no filme Kin onde interpretou Vlad.
Em 2013 apareceu no oitavo episódio da primeira temporada da série Mr & Mrs Murder onde deu vida a Trent Mahoney. Ese mesmo ano participou no elenco principal da série Camp  onde interpretou  David "Cole" Coleman, o encarregado da manutenção do acampamento, até o cancelamento de série.
Em 2015 apareceu como convidado em vários episódios da primera temporada da série Daredevil onde interpretou o russo Vladimir Ranskahov.

## Filmografia

### Televisão
| Año             | Título                        | Personagem                         | Notas                                                 |
| --------------- | ----------------------------- | ---------------------------------- | ----------------------------------------------------- |
| 2017 - presente | We Were Tomorrow              | Lloyd                              | -                                                     |
| 2015            | Daredevil                     | Vladimir Ranskahov                 | 4 episódios                                           |
| 2013            | Camp                          | David Coleman                      | 10 episódios                                          |
| 2013            | Mr & Mrs Murder               | Trent Mahoney                      | episódio "A Flare for Murder"                         |
| 2009 - 2011     | Sea Patrol                    | Leo "2 Dads" Kosov-Meyer           | 41 episódios                                          |
| 2008            | Power Rangers: Furia da Selva | Ranger Rhino Branco Dominic Hargan | 14 episódios                                          |
| 2008            | Mark Loves Sharon             | Robbie Kane                        | episódio "Night of Nights"                            |
| 2008            | Canal Road                    | Vladimir                           | episódio # 1.3                                        |
| 2005 - 2006     | Wicked Science                | Jack Bailey                        | 26 episódios                                          |
| 2005            | Scooter: Secret Agent         | Ed                                 | episódio "Operation: Senior Citizen"                  |
| 2004            | Stingers                      | Stug                               | episódio "Break and Enter"                            |
| 1999 - 2004     | Blue Heelers                  | Aiden Wiltshire/Stephen Chernov    | 2 episódios: "Off Your Face" & "Winning at All Costs" |
| 2003            | The Saddle Club               | Drew Regnery                       | 19 episódios                                          |
| 1998 - 2001     | Crash Zone                    | Mike Hansen                        | 26 episódios                                          |
| 2000 - 2001     | Pigs Breakfast                | Sam                                | 3 episódios: "Nick", "Go for Broke" & "Meebarella"    |
| 2000            | Eugenie Sandler P.I.          | Bogdan                             | episódio # 1.12                                       |
| 2000            | Round the Twist               | Snorrison                          | 2 episódios                                           |
| 1999            | High Flyers                   | Nick                               | -                                                     |

### Filmes
| Ano  | Título                       | Personagem       | Notas                                                                        |
| ---- | ---------------------------- | ---------------- | ---------------------------------------------------------------------------- |
| 2010 | The Wedding Party            | Vlad             | junto a Josh Lawson, Isabel Lucas, Steve Bisley, Nadine Garner & Essie Davis |
| 2010 | Deeper Than Yesterday        | Sasha            | -                                                                            |
| 2010 | The Pacific                  | Rear Echelon Man | minisérie - junto de Ashley Zukerman                                         |
| 2008 | Valentine's Day              | Jodie            | junto de Alex Dimitriades                                                    |
| 2006 | Penicillin: The Magic Bullet | James Kent       | junto de Brett Climo                                                         |
| 2006 | Forged                       | Juda             | junto de John Jarratt & Michelle Langstone                                   |
| 2005 | Stealth                      | Piloto Russo     | -                                                                            |
| 2003 | Subterano                    | Todd             | junto de Alex Dimitriades & Chris Haywood                                    |